# 布魯斯鎮區 (北達科他州卡弗利爾縣)
布魯斯鎮區（英語：Bruce Township）是位於美國北達科他州卡弗利爾縣的一個鎮區。

## 地方資料
布魯斯鎮區的面積為93.50平方千米，當中陸地面積為91.44平方千米，而水域面積為2.06平方千米。根據2020年美國人口普查的數據，當地共有人口26人，而人口密度為每平方千米0.28人。